# Polyscias lanutoensis
Polyscias lanutoensis är en araliaväxtart som först beskrevs av Bénédict Pierre Georges Hochreutiner, och fick sitt nu gällande namn av Lowry och G.M.Plunkett. Polyscias lanutoensis ingår i släktet Polyscias och familjen Araliaceae. Inga underarter finns listade.